# Aproteles bulmerae
El murciélago de la fruta de Bulmer (Aproteles bulmerae) es una especie de murciélago de la familia de los  pteropódidos. 
La medida aproximada de la cabeza hasta la cola es de 27 centímetros y el peso aproximado es de 600 gramos. Su hábitat se encuentra únicamente en lo alto de las montañas de Nueva Guinea (de una altura de aproximadamente 2400 metros), dentro de cuevas. 
Esta especie actualmente se encuentra en peligro crítico de extinción según la Lista Roja de la UICN. Sus primeros fósiles fueron encontrados en la década de 1970 en lo alto de una montaña de Nueva Guinea; los fósiles fueron examinados en la Universidad de Papúa Nueva Guinea y la especie se dio por extinta a finales de la  Edad de hielo, hasta que en 1992 se encuentra la primera colonia sobreviviente de murciélagos de la fruta de Bulmer. Actualmente se sigue estudiando esta especie y se está haciendo lo posible para conservarla.